# 6203 Lyubamoroz
6203 Lyubamoroz eller 1981 EC23 är en asteroid i huvudbältet som upptäcktes den 3 mars 1981 av den amerikanska astronomen Schelte J. Bus vid Siding Spring-observatoriet. Den är uppkallad efter Lyubov Moroz.
Asteroiden har en diameter på ungefär nio kilometer.